# Longtemps (chanson)
Pour l’article homonyme, voir Longtemps.
Singles de Amir
Anja
(2018) 5 minutes avec toi
(2019)
Pistes de Addictions (Édition Deluxe)
Boréale aurore
(1-18) Smile
(2-2)
Longtemps est une chanson interprétée par Amir, sortie en single le 17 août 2018. C'est le sixième single extrait de son album Addictions.
Le clip officiel est réalisé par Colin Solal Cardo et fait apparaître Lou Gala.

## Liste du titre
| 1. | Longtemps | Amir Haddad, Nazim Khaled, Assaf Tzrouya | 3:39 |

## Classements et certifications

### Classements hebdomadaires
| Classement (2018-2019)                  | Meilleure position |
| --------------------------------------- | ------------------ |
| Belgique (Flandre Ultratip 100)         | Tip                |
| Belgique (Wallonie Ultratop 50 Singles) | 7                  |
| Belgique (Wallonie Ultratop 50 Airplay) | 8                  |
| France (SNEP)                           | 46                 |
| France (SNEP Radio)                     | 9                  |
| France (SNEP Streaming)                 | 59                 |
| France (SNEP Téléchargement)            | 3                  |
| Suisse (Charts Romandie)                | 10                 |

### Classements de fin d'année
| Classement (2018)            | Meilleure position |
| ---------------------------- | ------------------ |
| Belgique (Wallonie Ultratop) | 78                 |

### Certifications
| Pays          | Certification | Streams    |
| ------------- | ------------- | ---------- |
| France (SNEP) | Or            | 10 000 000 |

## Historique de sortie
| Pays   | Date         | Format                    | Label               |
| ------ | ------------ | ------------------------- | ------------------- |
| France | 17 août 2018 | Téléchargement, streaming | Warner Music France |